# الایسار
ال ایسار یک منطقهٔ مسکونی در یمن است که در استان صنعا واقع شده‌است.